# ヒバリガイモドキ
ヒバリガイモドキ（雲雀貝擬、学名：Brachidontes mutabilisは、 イガイ科、スキゲヒバリガイ属Brachidontesに属する二枚貝である。

## 形態
- 貝殻

殻高は約3cm以下。若い時期はイガイ類特有の三角形(殻頂側)と長円(腹縁側)を組み合わせた形だが、本種は成長するにつれて、殻の前縁を直線的に保ちながら、腹縁側の長円が成長途中の幅を狭く保ったまま腹縁側へ伸び続けることによって、多数が基質に密生することを可能にしている。殻の表面には枝分かれする細かい放射肋が並ぶ。類似の外観をもつクジャクガイSeptifer類とは、殻内面の殻頂付近に隔壁を持たないことで区別できる。内面は紫褐色で真珠光沢がある。腹縁は細かく刻まれる。
- 軟体

スキゲヒバリガイ属Brachidontesの特徴として、外套膜のすぐ内側に殻頂から腹縁近くにかけて糸鰓型の鰓が長く広がる。入水管・出水管はとても短く、入水管はやや長く開口する。前部閉殻筋は殻頂の前にあるがとても小さくて薄い。断面が丸くて大きい後部閉殻筋は腹縁の鰓の後ろにある。細くて貧弱な足が鰓の内面、殻頂近く前方へ伸びる。足には溝があって、足のつけ根から足糸 bysussが出る。鰓の殻頂前側に食物を取り込むための唇弁があり、食道・胃を経たのち腸は後ろ側で2回折りたたまれたのち後部閉殻筋の後ろに肛門が開く。

## 生態
潮間帯の岩礁表面の、人の円座くらいの広さに多数が密生する。殻頂側から足糸を出して基質に固着し、生息場所が決まったのちは移動することなく海水を吸入して酸素と栄養分を得る。雌雄とも夏季に生殖腺が成熟し、幼貝は比較的若い成貝が密生する浅いところで着床する。岩盤上のコロニーの脱落と形成のサイクルが認められている。 ツタノハガイと棲み分けをし、磯に生息する肉食性の腹足類（アッキガイ類）を足糸で捕捉することにより、自分たちを守る。

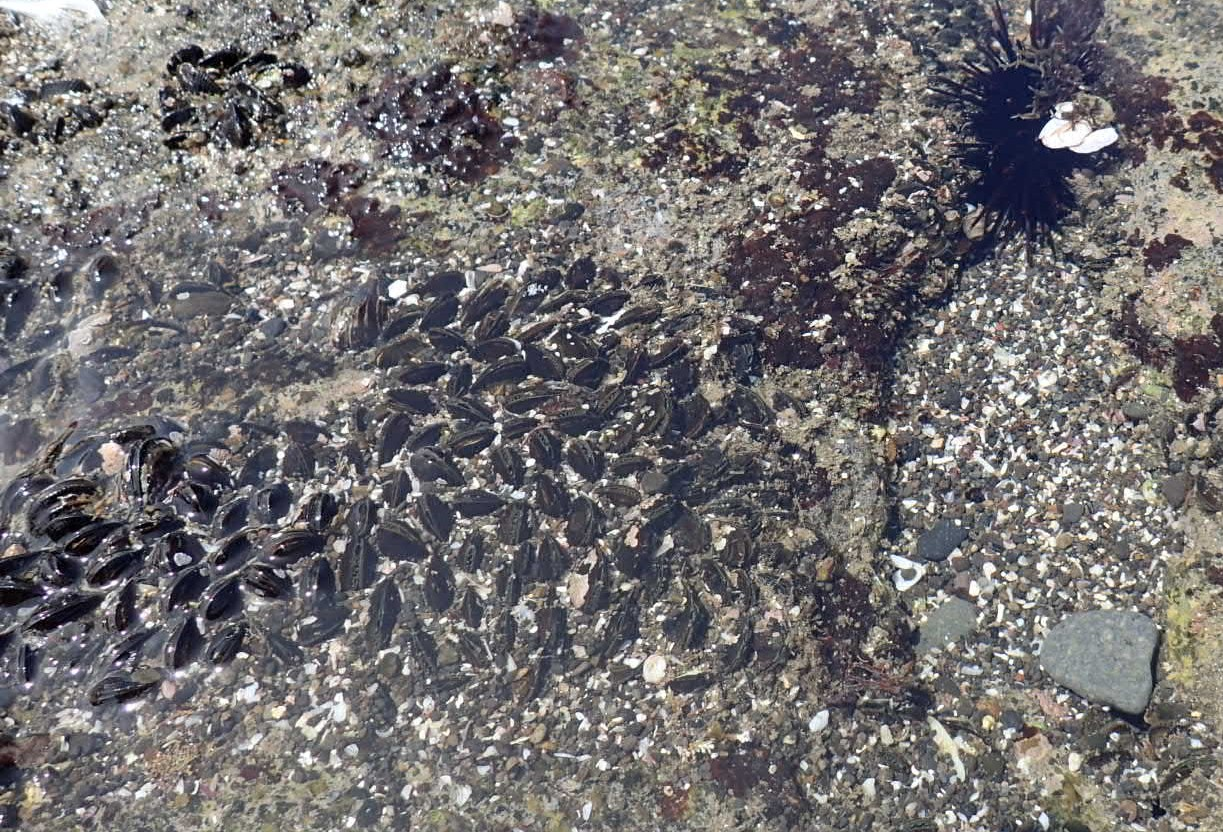
磯に群生するイガイ科の貝

## 分布
房総以南、南シナ海沿岸、東南アジアにかけて分布する。

## 分類
従来はHormomya属に分類されていたが、最近の研究結果によりスキゲヒバリガイ属Brachidontesに分類されるようになった。

## 類似の種
- アメリカイリエヒバリガイ Brachidontes exustus Linaeus, 1758 汽水域の潮間帯に生息。アメリカ南東岸からウルグアイにかけて分布[12]。